# Ольшаник (Львовская область)
Ольшаник (укр. Вільшаник) — село в Ралевской сельской общине Самборского района Львовской области Украины.
Население по переписи 2001 года составляло 1116 человек. Занимает площадь 13,59 км². Почтовый индекс — 81481. Телефонный код — 3236.